# Pholcus taishan
Pholcus taishan är en spindelart som beskrevs av Song och Zhu 1999. Pholcus taishan ingår i släktet Pholcus och familjen dallerspindlar. Inga underarter finns listade i Catalogue of Life.